# Christ unser Herr zum Jordan kam
Christ unser Herr zum Jordan kam (BWV 7) ist eine Kirchenkantate von Johann Sebastian Bach. Er schrieb die Choralkantate in Leipzig für Johannis und führte sie am 24. Juni 1724 zum ersten Mal auf. Sie basiert auf dem gleichnamigen Tauflied Martin Luthers und ist die dritte Kantate in Bachs 2. Jahreszyklus.

## Geschichte und Worte
Bach komponierte die Kantate in seinem zweiten Jahr in Leipzig für den Johannistag als dritte Kantate in seinem 2. Jahreszyklus, den er am ersten Sonntag nach Trinitatis mit O Ewigkeit, du Donnerwort, BWV 20, begonnen hatte. Die vorgeschriebenen Lesungen waren als Epistel Jes 40,1–5 , „Es ist die Stimme eines Predigers“, und als Evangelium Lk 1,57–80 , die Geburt Johannes des Täufers und das Benedictus seines Vaters Zacharias. Dem Werk liegt das gleichnamige lutherische Tauflied in sieben Strophen von Martin Luther zugrunde. Die erste und die letzte Choralstrophe sind im Wortlaut in den Sätzen 1 und 7 beibehalten, während ein unbekannter Dichter die Binnenstrophen in eine Folge von ebenso vielen Arien und Rezitativen umdichtete. Das Lied war Hauptlied für den Festtag. Es geht von der Taufe Jesu aus und steht damit in keiner unmittelbaren Beziehung zum Evangelium, das von der Geburt des Täufers handelt.
Bach führte die Kantate am 24. Juni 1724 erstmals auf.

## Besetzung und Aufbau
Die Kantate ist besetzt mit drei Solisten, Alt, Tenor und Bass, vierstimmigem Chor, zwei Oboe d’amore, zwei Violinen, Viola und Basso continuo.
1. Coro: Christ unser Herr zum Jordan kam
2. Aria (Bass): Merkt und hört, ihr Menschenkinder
3. Recitativo (Tenor): Dies hat Gott klar mit Worten
4. Aria (Tenor): Des Vaters Stimme ließ sich hören
5. Recitativo (Bass): Als Jesus dort nach seinen Leiden
6. Aria (Alt): Menschen, glaubt doch dieser Gnade
7. Choral: Das Aug allein das Wasser sieht

## Musik
Im Eingangschor, einer Choralfantasie, singt der Tenor die Melodie als cantus firmus, während die anderen Stimmen in freier Polyphonie gesetzt sind. In der ersten Kantate des Zyklus, O Ewigkeit, du Donnerwort, hatte Bach den cantus firmus dem Sopran anvertraut, in der zweiten, Ach Gott, vom Himmel sieh darein, BWV 2, dem Alt. Der Satz ähnelt einem italienischen Violinkonzert. Die erste Arie wird nur vom Continuo begleitet. Ein Secco-Rezitativ führt zu einer Arie mit zwei Violinen, die aus einer späteren Aufführung Bachs als solo bezeichnet sind. Das folgende Rezitativ ist dem Bass als der Vox Christi anvertraut und wird von Streichern begleitet, ähnlich wie die Worte Jesu in Bachs Matthäus-Passion. Der Bezug im Text zum Taufbefehl ist als ausdrucksvolles Arioso hervorgehoben. Entsprechend der von Arie zu Arie gesteigerten Besetzung begleiten die Oboen und die Streicher die letzte Arie. Der Schlusschoral ist ein schlichter vierstimmiger Satz.